# Styela hadalis
Styela hadalis är en sjöpungsart som beskrevs av Sanamyan 2006. Styela hadalis ingår i släktet Styela och familjen Styelidae. Inga underarter finns listade i Catalogue of Life.